# Wierzbowski
Wierzbowski (forma żeńska: Wierzbowska; liczba mnoga: Wierzbowscy) – polskie nazwisko. Na początku lat 90. XX wieku w Polsce nosiło je 3798 osób.
Znani Wierzbowscy
- Błażej Wierzbowski (ur. 1946) – prawnik, sędzia Trybunału Konstytucyjnego
- Hieronim Wierzbowski (1648–1712) – polski duchowny katolicki
- Hieronim z Wielkiego Chrząstowa Wierzbowski (zm. 1665) – kasztelan sieradzki, wojewoda brzeskokujawski, wojewoda sieradzki
- Krzysztof Wierzbowski (ur. 1988) – polski siatkarz
- Maciej Wierzbowski (?) – międzynarodowy sędzia piłkarski
- Marek Wierzbowski (ur. 1946) – polski prawnik
- Michał Wierzbowski (1782–1848) – ksiądz, deputowany na Sejm
- Mikołaj z Wielkiego Chrząstowa Wierzbowski (ok. 1586–1639) – polski szlachcic
- Piotr Paweł Wierzbowski (1818–1893) – biskup sejneńsko-augustowski
- Stefan Wierzbowski (zm. 1687) – biskup poznański
- Stanisław Wierzbowski (1908–1985) – łódzki krajoznawca
- Stanisław Bonifacy Wierzbowski (1659–1728) – polski szlachcic oraz duchowny
- Teodor Wierzbowski (1853–1923) – polski historyk, archiwista, bibliograf
- Władysław Wierzbowski (1612–1657) – kasztelan inowłodzki, kasztelan inowrocławski, wojewoda brzeskokujawski
- Wojciech Krzysztof Wierzbowski (zm. 1646/1647) – kasztelan inowłodzki
- Zygmunt Wierzbowski (1904–2002) – polski inżynier elektryk, harcerz